# Modo musical
El término modo musical se refiere a:
- un tipo de escala musical (acerca del cual trata este artículo).
- la relación rítmica entre duraciones largas y cortas, utilizado en la Baja Edad Media.
- la relación interválica, utilizado en la Alta Edad Media.

## Modos y escalas
Una escala musical es una serie ordenada de sonidos —a partir de una primera y última nota del mismo nombre, que dan nombre a la escala— entre los que se mantienen unos determinados intervalos musicales, que dan nombre al tipo de escala.
El término modo hace referencia a las escalas y reglas compositivas de la melodía usadas en los sistemas musicales antiguos, especialmente a los «modos medievales» utilizados en los cantos llanos (como el canto gregoriano). También puede utilizarse para designar a los «modos griegos», escalas descendentes del sistema musical de la antigua Grecia. En un sentido más amplio engloba también las ordenaciones de alturas utilizadas en la música folclórica, étnica y la proveniente de culturas no europeas. El uso de un modo en una pieza o fragmento musical se conoce como «modalidad». Cuando se utiliza más de un modo simultáneamente se habla de polimodalidad, como por ejemplo la polimodalidad cromática.

### Transposición de modos
En el sistema tonal, los dos tipos de escalas (mayor y menor) son meramente relativos y se pueden aplicar a una escala basada en cualquier altura (por eso se dice do mayor, do menor, re mayor, re menor, etc.). En cambio en el sistema modal cada tipo de escala tiene una altura correspondiente. Naturalmente un compositor moderno, al usar un modo antiguo, puede transponerlo a cualquier altura.

### Corda mutabilis
Incluso los compositores medievales descubrieron ese recurso, al tratar de evitar la aparición del "diabólico" intervalo de cuarta aumentada fa-si, pero lo usaron de una manera más limitada, llamada corda mutabilis (la deformación de algunos modos mediante el uso del fa sostenido y del si bemol).

## Historia
Debido a una confusión histórica en la transcripción se utilizan los mismos nombres de los modos del sistema modal griego (dórico, frigio, lidio, mixolidio...) para designar los modos usados durante la Edad Media en el sistema modal eclesiástico, que son muy diferentes entre sí. Como regla mnemotécnica, los modos auténticos griegos se crean descendentemente partiendo de las notas mi, re, do, si. Los modos auténticos medievales se forman ascendentemente a partir de las notas re, mi, fa, sol.

### Modos griegos
En la teoría musical de la antigua Grecia es más apropiado emplear los términos harmonia o tonos (en plural harmoniai o tonoi), ya que la palabra «modo» es un término latino posterior. 
Los modos griegos antiguos o escalas griegas según la tradición de Aristoxeno de Tarento eran los siguientes:
- Modo dórico: hypate meson–nete diezeugmenon (re′–re″)
- Modo locrio (común) o modo hipodórico: mese–nete hyperbolaion o proslambnomenos–mese (si′–si″ o la–la′)
- Modo frigio: lichanos hypaton–paranete diezeugmenon (mi′–mi″)
- Modo hipofrigio: lichanos meson–paranete hyperbolaion (sol′–sol″)
- Modo lidio: parhypate hypaton–trite diezeugmenon (do′–do″)
- Modo hipolidio: parhypate meson–trite hyperbolaion (fa′–fa″)
- Modo mixolidio: hypate hypaton–paramese (sol–sol′)

La base de la antigua teoría griega era el tetracordo, sucesión conjunta de cuatro notas en sentido descendente comprendidos en el ámbito de una cuarta justa. El dórico o dorio era el tetracordo básico de cuyas notas surgían otros tres. La unión de dos tetracordos iguales constituía el modo. El nombre de los tetracordos y sus nombres son: Dórico -simétrico, Frigio -simétrico, Lidio -simétrico, Mixolidio -asimétrico
Cada modo tenía una nota fundamental, (tónica, la primera nota de la escala), y una nota dominante (la quinta nota de una escala). La fundamental y la dominante eran las mismas notas en el modo auténtico y en su correspondiente hipo- o plagal. La diferencia era que la escala hipo- empezaba y terminaba con la fundamental y en el modo auténtico empezaba y terminaba con la dominante. Solamente las notas la', sol, fa y mi podían ser fundamentales y mi, re, do y si eran dominantes.
El modo dórico era el más importante del sistema.

#### Tipos
Estos ocho modos se clasificaban en dos tipos:
- Modos auténticos: dórico, frigio, lidio y mixolidio, que se construían descendentemente a partir de la nota tónica del modo mediante dos tetracordos idénticos separados por un tono entero.
- Modos plagales: hipodórico, hipofrigio, hipolidio e hipomixolidio, que se obtenían desplazando una quinta hacia abajo los anteriores y por eso se designan con igual nombre que los modos auténticos pero con el prefijo hipo que significa «debajo», «bajo de».

#### Géneros
La teoría musical griega distinguía tres géneros de escalas:
- En el género diatónico la interválica descendente de cada tetracordo es tono-tono-semitono.
- En el género cromático la interválica descendente de cada tetracordo es tercera menor-semitono-semitono.
- En el género enarmónico la interválica descendente de cada tetracordo es tercera mayor-cuarto de tono-cuarto de tono.

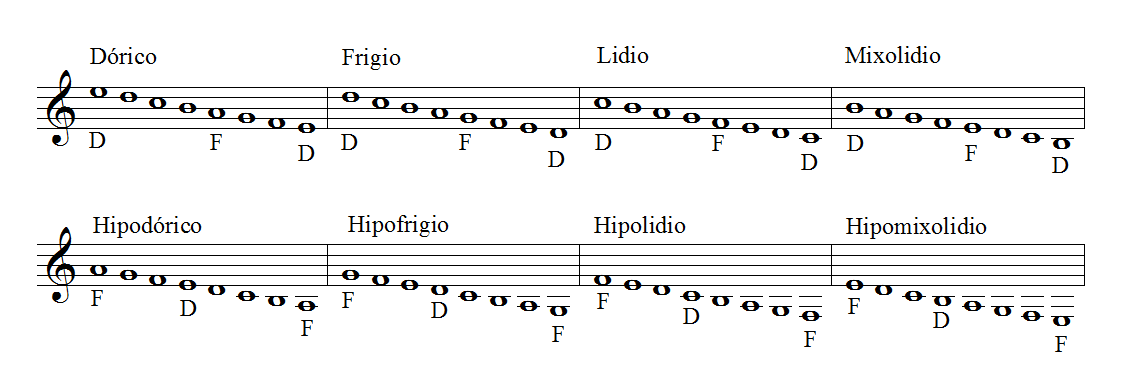
Los ocho modos griegos, la letra «D» indica la dominante y la «F» indica la fundamental.

| Modos auténticos | Ámbito  | Dominante | Fundamental | Modos plagales     | Ámbito    | Dominante | Fundamental |
| ---------------- | ------- | --------- | ----------- | ------------------ | --------- | --------- | ----------- |
| Modo dórico      | mi a mi | mi        | la          | Modo hipodórico    | la a la   | mi        | la          |
| Modo frigio      | re a re | re        | sol         | Modo hipofrigio    | sol a sol | re        | sol         |
| Modo lidio       | do a do | do        | fa          | Modo hipolidio     | fa a fa   | do        | fa          |
| Modo mixolidio   | si a si | si        | mi          | Modo hipomixolidio | mi a mi   | si        | mi          |

### Modos medievales
Durante la Edad Media se llevó a cabo una reorganización del sistema modal, de tal manera que los modos pasaron a ser ascendentes. Se les llama también modos eclesiásticos o gregorianos por ser utilizados en el canto llano litúrgico. Los sonidos que conforman cada uno de los ocho modos son el resultado de tocar sólo las teclas blancas del piano, comenzando en una determinada tecla blanca cada vez y subiendo tecla por tecla. La sucesión de tonos y semitonos en cada uno de los modos es lo que les da su carácter especial. Así, el modo en que está escrita una melodía se caracteriza por su nota final (la nota en la que termina) y su ámbito (desde la nota más grave a la más aguda).
Estos modos medievales son una copia de los ocho tonos bizantinos y tomaron sus denominaciones de los modos griegos. 
La iglesia bizantina desarrolló en sus orígenes un sistema de ocho modos musicales (el oktōēchos), que sirvió como modelo para que los teóricos del canto llano medieval europeo desarrollaran su propio sistema de clasificación modal a partir del siglo IX. 
El éxito de la síntesis occidental de este sistema con elementos del cuarto libro de la serie De institutione musica de Boecio, creó la falsa impresión de que el oktōēchos bizantino era herencia directa de la antigua Grecia. 
El término fue usado originalmente para designar a una de las harmoniai tradicionales de la teoría musical griega y tenía varios significados, entre los que se incluía el sentido de una octava formada por ocho sonidos. Este nombre fue tomado por el teórico Ptolomeo del siglo II junto con otros seis para designar sus siete tonoi o tonalidades de transposición. 
Cuatro siglos más tarde, Boecio interpretó a Ptolomeo en latín, aún con el sentido de tonalidades de transposición en lugar de escalas. Cuando la teoría del canto llano estaba siendo formulada por primera vez en el siglo IX, estos siete nombres más un octavo, hipermixolidio (más tarde sustituido por hipomixolidio), fueron nuevamente reasignados en el tratado anónimo Alia Musica. Uno de los comentarios sobre ese tratado denominado Nova expositio, les dio por primera vez el sentido de especies de octavas diatónicas o escalas.
Son en total ocho modos construidos ascendentemente mediante dos tetracordos. A partir de los cuatro modos auténticos se forman los cuatro modos plagales desplazando el tetracordo superior por debajo de la primera nota del modo auténtico. Cada modo tiene dos notas básicas: la tenor (principal nota sobre la que se apoya el canto, que suele actuar a modo de polo o cuerda de recitación), y la finalis que es la nota final con la que concluye el canto.

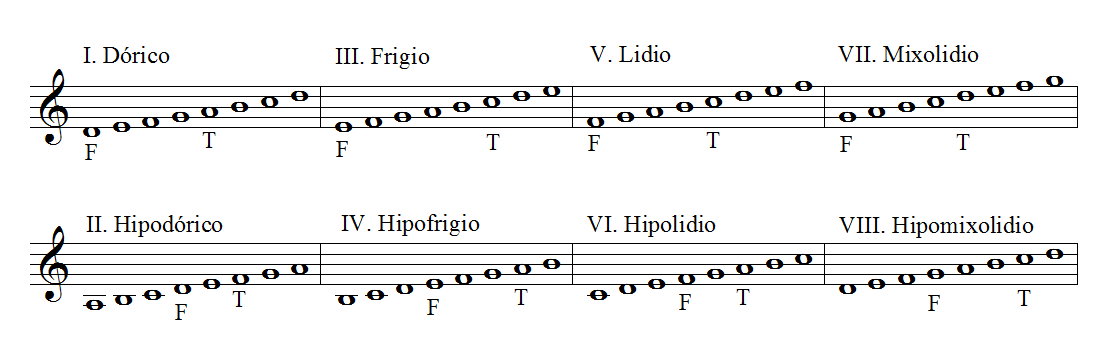
Los ocho modos medievales, la letra «F» indica la finalis y la «T» el tenor.

| Modos auténticos                             | Ámbito    | Finalis | Tenor | Modos plagales                                 | Ámbito  | Finalis | Tenor |
| -------------------------------------------- | --------- | ------- | ----- | ---------------------------------------------- | ------- | ------- | ----- |
| Modo I / dórico / protus authenticus         | re a re   | re      | la    | Modo II / hipodórico / protus plagalis         | la a la | re      | fa    |
| Modo III / frigio / deuterus authenticus     | mi a mi   | mi      | do    | Modo IV / hipofrigio / deuterus plagalis       | si a si | mi      | la    |
| Modo V / lidio / tritus authenticus          | fa a fa   | fa      | do    | Modo VI / hipolidio / tritus plagalis          | do a do | fa      | la    |
| Modo VII / mixolidio / tetrardus authenticus | sol a sol | sol     | re    | Modo VIII / hipomixolidio / tetrardus plagalis | re a re | sol     | do    |

### Modos modernos
Los modos occidentales modernos utilizan el mismo conjunto de notas que la escala mayor, en el mismo orden, pero comenzando desde uno de sus siete grados por turno como tónica, por lo que presentan una secuencia diferente de semitonos y tonos. Dado que la secuencia de intervalos de la escala mayor es T – T – S – T – T – T – S, donde "T" significa un tono completo y "S" significa un semitono (medio tono), por lo tanto es posible generar los siguientes modos:
| Modo      | Tónica relativa a la escala mayor | Secuencia Interválica | Ejemplo usando solo las teclas blancas del piano (Dos octavas) | Ejemplo cromático con base en do (Una octava) | Características                                                                |
| --------- | --------------------------------- | --------------------- | -------------------------------------------------------------- | --------------------------------------------- | ------------------------------------------------------------------------------ |
| Jónico    | I                                 | T–T–S–T–T–T–S         | do–re–mi–fa–sol–la–si–do                                       | do–re–mi–fa–sol–la–si–do                      | Sonido brillante, edificante y alegre                                          |
| Dórico    | ii                                | T–S–T–T–T–S–T         | re–mi–fa–sol–la–si–do–re                                       | do–re–mib–fa–sol–la–sib–do                    | Suena más brillante y edificante que una escala menor típica.                  |
| Frigio    | iii                               | S–T–T–T–S–T–T         | mi–fa–sol–la–si–do–re–mi                                       | do–reb–mib–fa–sol–lab–sib–do                  | Tiene un color mucho más oscuro y tenso que una escala menor típica.           |
| Lidio     | IV                                | T–T–T–S–T–T–S         | fa–sol–la–si–do–re–mi–fa                                       | do–re–mi–fa#–sol–la–si–do                     | Tiene una sensación celestial mucho más brillante que una escala mayor típica. |
| Mixolidio | V                                 | T–T–S–T–T–S–T         | sol–la–si–do–re–mi–fa–sol                                      | do–re–mi–fa–sol–la–sib–do                     | Proporciona un sonido más suave y menos feliz que una escala mayor típica.     |
| Eólico    | vi                                | T–S–T–T–S–T–T         | la–si–do–re–mi–fa–sol–la                                       | do–re–mib–fa–sol–lab–sib–do                   | Tiene un sonido triste y opresivo.                                             |
| Locrio    | viiø                              | S–T–T–S–T–T–T         | si–do–re–mi–fa–sol–la–si                                       | do–reb–mib–fa–solb–lab–sib–do                 | Es el más oscuro de todos los modos, crea un sonido inestable y tenso.         |

## Usos
Los modos se utilizaban en diferentes cantos llanos (como el canto gregoriano).
Se utilizan también en composiciones modernas.
- música folclórica (de Europa Oriental).
- música impresionista
- ocasionalmente cultivados por compositores posteriores, a veces con una deliberada intención arcaizante.
- muy usado en el ámbito de la música popular, como el jazz y sus vertientes.
- en canciones de rock (principalmente progresivo).